# Ambient
Ambient e un gen muzical al muzicii electronice ce se bazează pe modulațiile timbrului sunetului. Muzica ambient este adesea caracterizată de o sonoritate de fundal atmosferică, învăluitoare, "vizuală" și modestă.

## Istorie
Rădăcinile muzicii ambient pornesc de la începutul secolului 20. În special, perioada de dinaintea și de după Primul Razboi Mondial a dat naștere la două mișcări importante de artă care au încurajat experimentarea cu diferite forme muzicale (și non-muzicale), în timp ce stilurile  de expresie tradiționale, mai convenționale, erau respinse. Aceste mișcări în artă au fost numite futurism și dadaism. Pe lângă pictorii și scriitorii care au făcut aceste curente artistice cunoscute, acesta au atras, de asemenea muzicieni experimentali și "anti-muzică", cum ar fi Francesco Pratella Balilla, adept al curentului futurist de dinainte de război, Kurt Schwitters și Erwin Schulhoff, adepți ai curentului dadaist  de după război. Ulterior curentul a jucat un rol de influență în dezvoltarea muzicală al lui  Erik Satie. În crearea formelor timpurii a muzicii ambient/ de fundal, de la începutul secolului 20, compozitorul francez Erik Satie, a utilizat explorări Dadaiste, muzică pe care a etichetat-o drept "muzica de mobilier" (Musique d'ameublement). El a descris această muzică ca fiind acea muzică, care putea fi folosită în timpul unei cine, mai degrabă pentru a crea o atmosferă de fundal, decât a fi în centrul atenției. Prin această măreață perspectivă istorică, Satie este legătura dintre aceste mișcări timpurii ale artelor și lucrările lui Brian Eno, care fiind un muzician absolvent al Școlilor de Arte din Ipswich și Winchester, are o apreciere atât pentru muzică cât și pentru lumea artelor.
Brian Eno este, în general,  acreditat pentru introducerea sintagmei "Muzica Ambient", la mijlocul anilor 1970, ce face referire la muzica care, după cum a afirmat, poate să fie atât "ascultată atent în mod activ  sau, la fel de ușor sa fie ignorată, în funcție de alegerea ascultătorului" , și care există la "limita dintre melodie și textură". Eno, care se descrie pe sine însăși ca fiind un "non-muzician", și-a denumit experimentele sale în sunet mai degrabă drept "tratamente"  decât ca spectacole tradiționale. Eno a folosit cuvântul "ambient" pentru a descrie muzica care creează o atmosferă ce pune ascultătorul într-o stare de spirit diferită; alegând cuvântul pe baza termenului latin "ambire", "a înconjura".
Notele ce însoțesc albumul lui Eno Ambient 1: Music for Airports, lansat în 1978, includ un manifest ce descrie filosofia din spatele muzicii sale ambient: "Muzica Ambient trebuie sa fie în stare să se ajusteze multor nivele de atenție de ascultare fără să impună una în particular, ea trebuie sa fie pe atât de neglijată pe cât e interesantă."
Eno a recunoscut influența lui Erik Satie și John Cage.  În particular, Eno era conștient de modul în care Cage folosea schimbarea, cum ar fi aruncarea I Ching–ului pentru a afecta în mod direct procesul de creare a unei compoziții muzicale. Apoi, Eno a folosit o metodă similară de introducere a aleatorului în structurile compozițiilor sale. Această abordarea este manifestată în creația Oblique Strategies (strategii oblice), unde a folosit un set de cărți, special create pentru a reda diferite dileme de sunet, care în schimb au fost rezolvate prin explorarea unor căi pe o perioadă nedeterminată, până la autodezvaluirea unei rezoluții cu privire la compoziția muzicală. Eno a recunoscut și influențe din muzica drone a lui La Monte Young (despre care a zis:"La Monte Young este tatăl tuturor celor ca noi" și al muzicii mood a lui Miles Davis și Teo Macero, în special piesa epică din 1974 "He Loved Him madly", despre care Eno a scris "aceasta piesa părea sa aibă calitatea ‘spațială’ pe care eu o urmăream...a devenit o piatră de hotar la care mă reîntorc frecvent."
Dincolo de influența majoră a lui Brain Eco și alți muzicieni și formații au contribuit la nucleul, în creștere, al muzicii ce se desfășura în jurul dezvoltării "Muzicii Ambient". Deși nu este o listă exhaustivă, nu puteam să omitem influența paralelă a lui Wendy Carlos, care a produs piesa originală numită "Timesteps", ce apoi a fost folosită pe coloana sonoră a filmului Portocala Mecanică, la fel ca și  albumul ei ulterior Sonic Seasoning. Alți artiști semnificativi ca și Mike Oldfield, Jean Michael Jarre și Vangelis au adăugat la sau au influențat direct evoluția muzicii ambient. Acestor artiști individuali li se alătură creațiile unor grupuri ca Pink Floyd, prin albumele Ummagumma, Meddla și Obscured by Clouds. Alte trupe, inclusiv trupa Yes, prin albumul Tales from Topographic Oceans, The Hafler Trio, Tangerine Dream, Popol Vuh, Can și Kraftwerk au adăugat aspecte distinctive genului diversificat și într-o continuă creștere al muzicii ambient.

## Anii 1990: Evoluția
De la începuturile anilor 1990, artiști ca The Orb, Aphex Twin, Seefeel, Irresistible Force, Geir Jenssen aka Biosphere, și Higher Intelligence Agency erau menționați de către presa populară de muzică  ca interpreți ai genurilor ambient house, ambient techno, IDM sau pur și simplu "ambient", conform notelor albumului Ambient 1: Music for Airports a lui Brian Eno:
| “ | Muzica Ambient este destinată pentru a induce calmul și un spațiu de gândire. | ” |

Așa numitul 'Chillout' își are începuturile ca termen ce derivă din cultura britanică de ecstasy ce a fost inițial aplicată în 'camerele chillout' cu  tempo scăzut (downtempo) pentru relaxare, înafara scenei principale, unde se asculta ambient, dub și beat-uri downtempo pentru a ușura Experiența Psihedelică a minții.
Artiști din scena Londoneză, cum ar fi Aphex Twin (în special: Selected Ambient Works Volume II, 1994), Global Communication   (76:14, 1994), FSOL The Future Sound of London (Lifeforms, ISDN), The Black Dog (Temple of Transparent Balls, 1993),  Autechre (Incunabula, 1993, Amber), Boards of Canada, și The KLF cu seminalul Chill Out, 1990, toți au o parte în popularizarea și diversificarea muzicii ambient, fiind folosită drept un răgaz de calmare de la intensitatea hardcore-ului și techno-ului, populare la acea vreme.
Mai târziu, în perioada mai experimentală a  electronicii (în special artiști de sunet ca Pole, Mika Vainio, Ryoji Ikeda, Christian Fennesz, Aphex Twin (drukQs, 2001) și Autechre au extins temele de "ambient", de-a lungul liniilor trasate la începutul anilor 1970 a muzicii ambient și dub, dar cu texturi abstracte bazate tot mai mult pe sample-uri, și electronica digitală care în cele din urmă a început să se alinieze cu compozițiile minimaliste și muzica concrete.
Muzicienii și artiștii de sunet din era digitală, inclusive Brian Eno  sunt notabili în încercările lor de a crea 'sculpturile sonice', ce interacționează cu arhitectura fizică a spațiului de ascultare, utilizând instalații electronice avansate.
Literalmente, înregistrările de camp 'ambient' sunt o specializare a casei de discuri Touch Music. Predecesorul acestei specii în Polonia este de Brunette Models  (din 1995). Influența electroacustică poate fi auzită în lucrările contemporane ale artistului polonez Jacaszek (din 2008). 
Muzica Glitch este o subcategorie majoră a acestei lucrări produse de case de discuri (în principal Germane), cum ar fi Mille Plateaux (Clicks & Cuts Series, 2000).
Unii producători de dubstep, de remarcat Burial și Kites (dubstep ambient din Bristol) menționează cu nostalgie ambianța sonică 'post-rave' a anilor ‘90.

## Coloane sonore
Muzica ambient a fost folosită în multe filme, emisiuni TV și jocuri video, și  este remarcabilă pentru contribuția adusă mediului sonor și atmosferii acestora. Artistul Vangelis a scris nenumărate coloane sonore, printre care coloana sonoră pentru filmul Britanic Chariots of Fire, pentru Blade Runner din 1982 și 1492: Conquest of Paradise din 1992, ambele regizate  de Ridley Scott. Spre exemplu în coloana sonoră pentru Dune din 1984, David Lynch renunță la stilul temei clasice muzicale de epic sci-fi, popularizată de Star Wars, în favoarea unei teme muzicale mai atmosferice, creată de Toto și Brian Eno. De-a lungul anilor 1980, Tangerine Dream a compus coloane sonore pentru mai mult de douăzeci de filme, de menționat Flashpoint și Heartbreakers, ambele lansate în 1984, și Legend, regizat de Ridley Scott și lansat în 1985.
Muzicianul Paddy Kingsland e cunoscut pentru stilul musical pe care l-a adus în câteva sezoane ale serialului Doctor Who, care a mers până atunci pe semnale musicale sau muzică minimală, pentru cea mai mare parte a istoriei sale. Trilogia jocului video Fallout și derivările acestuia, folosesc muzica ambient, ce conține uneori huruieli blânde pentru a portretiza pustietatea lumii post-apocaliptice, în care se desfășoară jocul. Jocul Homeworld din 1999, a celor de la Relic Entertainment, folosește astfel de muzică pentru a evidenția golul vast al zonelor din adâncul spațiu în care se află adesea Nava Mamă. O altă serie de jocuri în care se folosește muzica ambient sunt jocurile Oddworld, în special Oddworld: Stranger's Wrath. Această muzică a fost compusă de Michael Bross. Jocurile prezentate în seriile Half-Life ale Valve Corporation, inclusiv derivatele, cum ar fi Portal, sunt prezentate prin coloane sonore ambient compuse de Kelly Bailey și Mike Morasky. Jocul Mirror's Edge de la EA Games de asemenea a folosit muzica ambient, compusă și produsă de Magnus Birgersson sub pseudonimul sau Solar Fields, pentru a oferi o atmosferă enigmatică sau un sentiment futuristic secțiunillor jocului. Jocul horror Sci-Fi,  Doom 3, folosește o coloană sonoră creată de fostul toboșar de la Nine Inch Nails, Chris Vrenna, ce a folosit , în mare parte, în locul unei piese, un fișier MIDI, întins pe întreaga suprafață a hărții. Silent Hill este o serie de jocuri video la fel de notabilă pentru coloana sa sonoră ambient. Akira Yamaoka a compus muzica pentru întreaga serie, fiind cunoscut în special pentru folosirea elementelor industriale în lucrările sale.

## Genuri similare și derivate

### Ambient organic
Ambient-ul organic este caracterizat de integrarea de instrumente muzicale electronice, electrice și acustice. În afara influențelor obișnuite din muzica electronică, ambient-ul organic tinde să integreze influențele din world music, în special instrumente drone și percuția de mână. Ambient-ul organic urmărește să fie mai armonios cu natura decât cu disco. Robert Rich, Steve Roach, Vidna Obmana, O Yuki Conjugate, Voice of Eye, Vir Unis, James Johnson, Loren Nerell, Atomic Skunk, Tuu și Robert Scott Thompson sunt câțiva din artiștii acestui sub-gen.
Câteva din lucrările pionierilor ambient-ului ca Brian Eno, Laraaji sau Popol Vuh, care au folosit o combinație de instrumente tradiționale (cum ar fi pianul sau țambalul sau percuția de mână, deși de obicei procesate prin loop-uri de bandă sau alte dispozitive) și instrumente electronice, ar putea fi considerate în acest sens drept piese New Age/ muzică ambient organică. În anii 1970 și 1980, Klaus Schulze a înregistrat adesea ansambluri de coarde și spectacole de violoncelisti solo pentru a se potrivi cu reprezentările sale pe sintetizatorul extins Moog.

### Ambient-ul inspirat din natură
Muzica este compusă din sample-uri și înregistrări ale sunetelor naturale din mediul înconjurător. Uneori, aceste sample-uri pot fi prelucrate pentru a le aduce la forma unui instrument. Sample-urile pot fi aranjate în moduri repetitive pentru a forma o structură muzicală convențională sau pot fi aleatoare și nefocalizate. Uneori, sunetul este amestecat cu sunete "găsite" sau urbane. Printre exemple se numără Substrata de Biosphere, muzica de insecte de Mira Calix și Weather Report de Chris Watson. Există și unele suprapuneri, ce au loc între ambient-ul organic și, New Age-ul inspirat din natură. Unul dintre primele albume de acest gen este Sonic Seasonings  de Wendy Carlos, ce combină sunete din natură sintetizate cu melodii ambient și drone pentru un efect  deosebit de relaxare. Transformation de Suzanne Doucet și Christian Buehner și albumul Second Nature de Bill Laswell, Tetsu Inoue, și Atom Heart, sunt albume ambient în care se utilizează sunete din natură prelucrate, cu reverb și ecou pentru a crea un mediu hipnotic. LP-ul Entropical Paradise, lansat în 1971, de Douglas Leedy la casa de discuri Seraphim, este compus din șase compoziții lungi de "muzică de mediu", în care singurile setări modulare pe sintetizator s-au permis să ruleze fără intervenții ulterioare.

### Dark ambient
Dark ambient este un termen folosit în general pentru orice muzică ambient ce oferă un sentiment  disonant sau "întunecat", dar adesea implică folosirea pe scară largă a reverberației digitale pentru a crea spații sonice vaste pentru înfricoșare, sunete joase, grele, cum ar fi drone-uri profunde, coruri masculin sumbre, tunete cu ecou și artilerie îndepărtată. Având o senzație de sinistru, termenul de "ambient izolaționist" ar putea fi folosit alternativ cu acesta în funcție de perspectiva ascultătorului sau a artiștilor. Unii artiști și release-uri care reprezintă stilul pot include albumul Ghosts on Magnetic Tape și EP-ul Vajrayana de Bass Communion,  Cold Summer de Lull, The Poisoner al Controlled Bleedingand și albumul de colaborare dintre Robert Rich și Lustmord, Stalker. Stiluri similare includ ambient industrial și ambient izolaționist.

### Ambient house
Ambient house este o categorie muzicală fondată la sfârșitul anilor ’80, folosită pentru a descrie îmbinarea elementelor și stărilor atmosferice ale muzicii ambient cu acid house. Melodii din genul ambient house, conțin de obicei, beat four-on-the-floor, synth pad-uri, și sample-uri vocale integrate într-un stil atmospheric. Piesele ambient house nu au, în general, un centru diatonic și sunt caracterizate de multă atonalitate împreună cu acorduri sintetizate. Illbient este o altă formă de muzica ambient house.

### Ambient industrial
Ambient industrial este un gen hybrid dintre ambient și muzica industrială; termenul de industrial fiind utilizat mai mult în sensul sau original de experiment, decât în sensul de industrial metal sau EBM. O lucrare "tipică" de ambient industrial (dacă există așa ceva) ar putea consta din evoluția armoniilor disonante de drone-uri metalice și rezonanțe, bubuituri de frecvență extrem de scăzută și zgomote de aparate, probabil completate de gonguri, ritmuri de percuție, rombo-uri, voci distorsionate sau orice altceva ar dori artistul să prelucreze (adesea procesat până în punctul sample-ul original nu mai e de recunoscut). Lucrări întregi pot fi bazate pe înregistrări radiotelescop, murmur de nou-născuți, sau sunete înregistrate prin microfoane de contact de pe fire de telegraf.
Printre mulții artiști din această arie sunt Coil, Controlled Bleeding, CTI, Deutsch Nepal, Hafler Trio, Lustmord, Nocturnal Emissions, PGR, Thomas Köner, Zoviet France, Nine Inch Nails, Susumu Yokota, Scorn și Heimkveld Kunst.
Cu toate acestea, mulți dintre acești artiști sunt foarte eclectici în producția lor, o mare parte dintre ei încadrându-se ca atare în afara stilului ambient industrial.

### Space music
Muzica space de asemenea scrisă și spacemusic, include muzica din genul ambient, precum și o gamă largă de alte genuri, cu anumite caracteristici comune în crearea experienței de spațialitate contemplativă. 
Muzica space variază de la simple până la texturi complexe sonore, lipsite uneori de componentele convenționale de melodic, ritm, sau  vocal, [16] [17] evocând, în general, un sentiment de "emoție și reprezentare spațială continuum", introspecție benefică, ascultare profundă și senzații de plutire, navigare sau zbor.
Muzica space este folosită de persoane atât pentru consolidarea fundalului, cât și ascultare de prim-plan, adesea cu căști, pentru a stimula relaxarea, contemplarea, inspirația și, în general, stările pașnice extinse și soundscape. Muzica space este, de asemenea, o componentă a multor coloanele sonore de film și este frecvent utilizată în planetarii, ca un ajutor în relaxare și  meditație.
Hearts of Space, este o emisiune radio binecunoscută și casa de discuri afiliată, specializată în muzica space din 1984, a lansat peste 150 de albume consacrate în acest stil de muzică. Artiști notabili care au adus elemente de muzica ambient în muzica space includ Michael Stearns, Constance Demby, Jean Ven Robert Hal, Enigma, Jean Michel Jarre, Carbon Based Lifeforms, Robert Rich, Steve Roach, Numina, Dweller at the Threshold, Jonn Serrie, Klaus Schulze, Tangerine Dream (la fel și fondatorul trupei Edgar Froese), și Vangelis.

### Muzica ambient izolaționistă
Muzica ambient izolaționistă, cunoscută ca și izolaționism, poate fi diferențiată de alte forme de ambient prin utilizarea ei de repetiție, disonanță, microtonalitate și armonii nerezolvate pentru a crea un sentiment de neliniște și pustiire nerezolvat. Termenul a fost popularizat la mijlocul anilor ’90, de revista britanică The Wire și albumul-compilație Ambient 4: Isolationism a casei de discuri Virgin Records, aceasta ajungând mai mult sau mai puțin sinonim cu ambient industrial, dar incluzând de asemenea și anumite fluxuri post-metal de ambient, cum ar fi Final, Lull, Main sau artiști post-techno, ca Autechre și Aphex Twin. Ar putea fi mai puțin adecvat să numim ambient-ul izolaționist, un gen decât folosind-ul în a descrie stilul sau "simțul" unor lucrări anume create de un artist ce lucrează într-un mod ambient. Acest lucru se datorează faptului că mulți artiști mai bine cunoscuți pentru lucrări de alte stiluri, pot crea ocazional bucăți muzicale ce "sună" izolaționist. (Spre exemplu, Labradford, Seefeel, Kyle Bobby Dunn, Techno Animal, Voice of Eye, KK Null, etc.) Există multe case de discuri ce lansează lucrări ce ar putea fi  numite ambient izolaționist, printer acestea sunt Malignant Records, Cold Spring, Manifold Records, Soleilmoon, și The Sombient, casa de discuri cu seria de compilații de "drone". Unii din artiștii cunoscuți pentru acest stil de ambient sunt Lull, Final, Bass Communion, Deutsch Nepal, Inanna, Negru Voda, Thomas Köner, Robert Fripp, Steven Wilson, și Chuck Hammer (Guitarchitecture).
În ultima vreme a existat un aflux de artiști de progressive metal, care au influențe clare de ambient. Trupe, cum ar fi Cult of Luna, Isis, Devil Sold His Soul, Porcupine Tree, și Between the Screams, au fost pionierii genului și sunt în mare măsură creditați cu popularizarea acestui sunet. Aceste trupe sunt în mare măsură cunoscute ca trupe de post-metal.

### Ambient dub
Ambient dub este o expresie inventată de defuncta casă de discuri Beyond Records, la începutul anilor 1990, în Birmingham, Anglia. Seriile lor conturate de albume Ambient Dub 1, 2, până la 4, au inspirat pe mulți, inclusiv pe inginerul de sunet și producătorul Bill Laswell, care a folosit aceeași frază în proiectul său de muzică Divination, în care a colaborat cu diferiți muzicieni pe fiecare album (deși uneori unii și aceeași apar pe mai mult de un album cum ar fi Tetsu Inoue și alții). Laswell a prezentat de asemenea musică ambient dub și ambient house în albumele din proiectul său de colaborare Axiom Dub, îmreuna cu artiștii The Orb, Jah Wobble, Jaki Liebezeit, Scorn și DJ Spooky.
Ambient dub implică genul contopirii stilurilor de dub ajunse celebre datorită lui King Tubby și alți artiști de sunet jamaicani cu electronica ambient, inspirată de DJ completată cu toate eliminările inerente, ecou, egalizare și efecte psihedelice electronice.

### Ethno ambient
Etnoambient (Etno ambient) este un tip de muzică ce se trage foarte mult din muzica etnic-acustică - atât în structura muzicală și instrumentare, muzica world electrică, și combină aceste influențe cu muzică ambientală, legate de textură, manipulări tehnologice, și înregistrări de teren. Etno ambient este înrudit ca spirit cu techno tribal, etno techno, și în special cu muzica "Fourth World" și muzica "ambient", lansat la sfârșitul anilor 1970 de către Jon Hassell și respectiv Brian Eno. Practicanții de muzică etno ambient sunt Bill Laswell, Steve Roach, Adi Lukovac, Robert Rich, Gayan Uttejak, Vidna Obmana, Ian Naismith, Jah Wobble, Max Corbacho, și Paul Haslinger.

## Filme notabile, care includ muzică ambient sau proiectare de sunet
- Forbidden Planet
- 2001: A Space Odyssey (în special The Blue Danube)
- Clockwork Orange (în special Beethoven's Ninth Symphony)
- Mulholland Drive
- The Shining
- Lost Highway
- Eraserhead
- Blade Runner
- Donnie Darko
- Mister Lonely
- Traffic
- 28 Days Later
- Halloween III: Season of the Witch
- The Prestige
- Silent Hill
- Sunshine
- The Lovely Bones
- Solaris
- Crash
- The Social Network
- Drive

## Emisiuni notabile de radio sau prin satelit de muzică ambient
- Echoes, este un program zilnic de radio, de două ore, găzduit de John Diliberto oferind un  mediu sonor de muzică ambient, spacemusic, electronică, acustic nou și noi direcții muzicale - fondat în 1989 și sindicalizat de 130 de posturi de radio din SUA.
- Hearts of Space, un program găzduit de către Stephen Hill și difuzat pe NPR, în Statele Unite din 1973.[24][25]
- Musical Starstreams, un post de Radio comercial din SUA, și program pe internet produs, programat și găzduit de Forest din 1981.
- Star's End apare pe 88.5 WXPN, în Philadelphia, Pennsylvania. Fondat în 1976, acesta este a doua, cea mai longevivă emisiune radio de muzică  ambient din lume.[26]
- Ultima Thule Ambient Music, o emisiune radio săptămânală de 90 de minute, difuzată din 1989 pe posturile radio din întreaga Australie.
- SoundScape, o emisiune radio săptămânală de 3 ore, găzduită de Greg 'Cracker' Carrick pe postul de radio Yarra Valley FM 99.1 în Yarra Valley, Victoria, Australia.
- Alpha Rhythms, o emisiune radio de 3 ore găzduită de WYSO, o filială NPR, operată de Universitatea Antioch în Yellow Springs, Ohio difuzată în serile de Duminică.